# Anatolij Klimanow
Anatolij Mykołajewycz Klimanow ukr. Анатолій Миколайович Кліманов, ros. Анатолий Николаевич Климанов (ur. 28 października 1949 w Kijowie, zm. 2 marca 2009 tamże) – ukraiński bokser walczący w barwach ZSRR, medalista mistrzostw świata i  dwukrotny mistrz Europy.
Na mistrzostwach Europy w 1973 w Belgradzie zdobył złoty medal w wadze lekkośredniej (do 71 kg), wygrywając w finale z Wiesławem Rudkowskim. Wystąpił w tej samej wadze na mistrzostwach świata w 1974 w Hawanie, gdzie zdobył brązowy medal po porażce w półfinale z Rolando Garbeyem z Kuby.
Ponownie zwyciężył w mistrzostwach Europy w 1975 w Katowicach, ale tym razem w kategorii półciężkiej (do 81 kg). Pokonał wówczas m.in. Janusza Gortata. Na igrzyskach olimpijskich w 1976 w Montrealu walczył w wadze półciężkiej, ale przegrał drugą walkę z późniejszym mistrzem Leonem Spinksem z USA. Dwukrotnie zwyciężył w Mistrzostwach Armii Zaprzyjaźnionych w wadze półciężkiej w 1977 i 1978.
Klimanow miał naturalną wagę średnią (do 75 kg), ale w tym czasie w ZSRR występowało wielu wybitnych pięściarzy w tej kategorii (Juozas Juocevičius, Wiaczesław Lemieszew, Rufat Riskijew), dlatego w imprezach międzynarodowych walczył przeważnie w innych wagach. Był mistrzem ZSRR w wadze średniej w 1973 oraz w wadze półciężkiej w 1978, wicemistrzem w wadze średniej w 1974 i 1977, a także brązowym medalistą w wadze lekkośredniej w 1971 i w średniej w 1975.
Stoczył 403 walki (wygrał 385), w tym 35 z bokserami zagranicznymi (wygrał 30). Po zakończeniu kariery zawodniczej w 1982 pracował jako trener bokserski, głównie w Kijowie. Prowadził olimpijską reprezentację Jugosławii w 1993, a także narodową drużynę Ukrainy. Trenował również bokserów zawodowych (w tym Wołodymyra Wirczisa). Zmarł nagle w drodze na trening.
Został pochowany na Cmentarzu Sowśke w Kijowie.